# Meble skrzyniowe

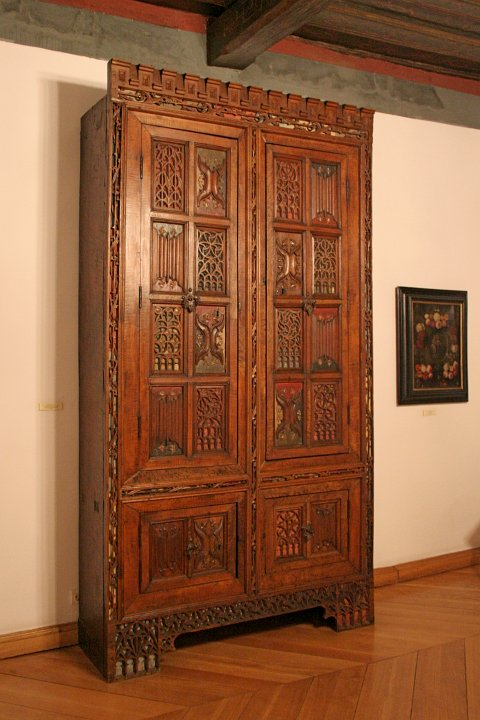
Szafa gotycka

Meble skrzyniowe – jedna z dwu podstawowych grup, na które dzieli się meble ze względu na ich konstrukcję – drugą grupą są meble szkieletowe. 
O przynależności mebla do danej grupy decyduje przewaga elementów konstrukcyjnych. Meble skrzyniowe charakteryzują się przewagą elementów płytowych (płyta wiórowa, płyta pilśniowa, sklejka), które zamykają jakąś przestrzeń; są to np.: szafy, komody, skrzynie. Zasadnicze części, takie jak ściany boczne i wieńce, mogą być połączone ze sobą w różny sposób. Do grupy mebli skrzyniowych zalicza się konstrukcje stojakowe, konstrukcje wieńcowe, konstrukcje typowo skrzyniowe, które występują w różnych wariantach.